# Т-10
T-10 (индекс ГАБТУ на стадии разработки и испытаний — Объект 730, первоначальное наименование — ИС-5, в 1952—1953 гг. переименован в ИС-8, 28 ноября 1953 года принят на вооружение и был повторно переименован в Т-10) — советский тяжёлый танк. Последний (десятый по счёту), наиболее совершенный советский серийный тяжёлый танк послевоенного поколения. 
Серийно производился в 1954—1966 годах. Состоял на вооружении Советской армии в течение 40 лет, последние Т-10 были сняты с вооружения уже ВС России только в 1993 году.
Несмотря на то, что в некоторых источниках танку Т-10 приписываются названия на финальных стадиях испытаний ИС-9 и ИС-10, эти обозначения ему на самом деле не присваивались. Обозначение Т-10 было дано исходя из того, что ИС-8 — десятый по счёту принятый на вооружение Советской Армии серийный тяжёлый танк. Также, из названия танка было исключено «Иосиф Сталин» в связи со смертью Сталина в 1953 году и проведением в дальнейшем десталинизации.

## История создания и производства
Танк разрабатывался в конструкторском бюро Челябинского тракторного завода в 1949—1952 годах для замены в войсках тяжёлых танков ИС-2, ИС-3 и ИС-4 по причине их недостаточных надёжности и манёвренности. На различных стадиях доводки опытных образцов «объекту 730» (внутризаводское обозначение) неофициально присваивались обозначения: ИС-5, ИС-8.
Концептуально проект ИС-5 являлся развитием проекта ИС-3 в направлении повышения надёжности и усиления бронезащиты и развитием проекта ИС-4 в направлении повышения надёжности, проходимости и манёвренности. Однако в условиях военного времени первоочередными были определены работы по ИС-4, ИС-6, и ИС-7, а разработка ИС-5 — приостановлена. После отклонения проектов ИС-6 и ИС-7 проект ИС-5 был переименован в ИС-8.
Первые проработки танка под наименованием ИС-5 были сделаны ещё в 1944 году. Работы выполнил Челябинский Опытный завод № 100 под руководством Жозефа Котина. Котин выдвинул несколько концепций нового танка, но практически ни одна из них не несла каких-либо новаторских идей. В металле танк реализован не был. Предпочтение было отдано другим моделям — ИС-6 и ИС-7. В конце 1948 года, когда Главным бронетанковым управлением было выдано техническое задание на новый перспективный тяжёлый танк, предназначенный для замены стоявших на вооружении ИС-2 и ИС-3, было решено вновь возвратиться к теме создания ИС-5. Опыт проектирования и эксплуатации ИС-4 и ИС-7 повлёк за собой ограничение боевой массы будущего танка 50 тоннами.
Работы по танку были заданы постановлением правительства от 18 февраля 1949 года. Главным конструктором был назначен Жозеф Котин. Техпроект нового танка был готов в апреле 1949 года, и в том же году была выпущена установочная партия из 10 машин. В ходе войсковых испытаний было выявлено множество недостатков, таких как недостаточный ресурс двигателя. Доводка продолжалась до декабря 1952 года. После смерти Сталина в марте 1953 года название танка сменилось на ставшее уже окончательным Т-10, под которым он и был принят на вооружение.
Танк был принят на вооружение Постановлением СМ СССР  № 2860—1215 от 28 ноября и Приказом МО № 244 от 15 декабря 1953 года под обозначением Т-10. Т-10, неоднократно подвергаясь модернизации, производился серийно с 1953 по 1965 год в Челябинске.  С 1958 года к производству Т-10 подключился ЛКЗ, но лишь единожды годовой объём выпуска танков этого типа превысил 200 экземпляров. В 1962 году в Ленинграде прекратили производство Т-10. В 1965 году ЧКЗ изготовил последние 60 Т-10, и на этом история советских тяжёлых танков завершилась. По данным НАТО, было выпущено около 8000 ед. Т-10 всех модификаций, что сильно завышено (на самом деле около полутора тысяч).
Данные о выпуске разнятся, в разных источниках приводятся цифры от 1466 и 1539 до 8000 произведённых танков. Подавляющее большинство выпущенных (1189 из предполагаемых 1539) имели модификацию Т-10М, а в 1960-е годы все стоявшие на вооружении Т-10 ранних модификаций  модернизированы до Т-10М.

## Описание конструкции

### Броневой корпус и башня
Корпус танка сваривался из катаных и штампованых броневых плит. Броня имеет рациональные углы наклона: лобовая часть корпуса выполнялась по схеме «щучий нос», угол наклона верхней лобовой детали толщиной 120 мм — 57 градусов к вертикали. Борта состоят из верхних наклонных и нижних гнутых деталей толщиной 80 мм и имеют переменный угол наклона от 60 до 0 градусов к вертикали. Башня литая, по форме напоминает перевёрнутое блюдце. Обводы башни оптимизированы для того, чтобы она с как можно меньшими последствиями выдерживала воздействие ударной волны ядерного взрыва.

### Вооружение
Основное вооружение Т-10 — 122-мм танковая пушка Д-25ТА с длиной ствола 48 калибров — усовершенствованная Д-25Т, устанавливавшаяся на танках ИС-2, ИС-3 и ИС-4, в свою очередь созданная на базе пушки А-19. Пушка с двухкамерным дульным тормозом и горизонтальным автоматическим клиновым затвором. Также орудие с электромеханическим досылателем снарядов и гильз, позволившим повысить скорострельность до 3—4 выстрелов в минуту против 2—3 на предыдущих моделях ИС. Выстрел производился посредством электромеханического или ручного спуска. Боекомплект орудия состоит из 30 бронебойных и осколочно-фугасных выстрелов раздельно-гильзового заряжания, размещаемых в хомутиковых и лотковых укладках на полу боевого отделения.
| Боеприпасы танковой пушки Д-25Т                                           |             |                    |                   |                         |
| Тип                                                                       | Обозначение | Масса выстрела, кг | Масса снаряда, кг | Начальная скорость, м/с |
| Бронебойный трассирующий тупоголовый снаряд с баллистическим наконечником | БР-471Б     | 45,96              | 25,1              | 795                     |
| Осколочно-фугасная граната                                                | ОФ-471      | 47,76              | 27,3              | ?                       |

При угле встречи 90° на дистанции 1000 м бронебойный снаряд Д-25Т пробивал около 150 мм брони.
На танках модификации Т-10М устанавливалась новая 122-мм пушка М-62-Т2 (2А17) со значительно лучшими баллистическими характеристиками, начальная скорость её бронебойного снаряда составляла 960 м/с. С 1967 года в боекомплект М-62-Т2 также входили бронебойно-кумулятивные и бронебойно-подкалиберные снаряды.
| Таблица ТТХ выстрелов, используемых для стрельбы из пушки 2А17 |                |               |              |                   |                  |                             |
| Индекс выстрела                                                | Индекс снаряда | Индекс заряда | Масса ВВ, кг | Масса снаряда, кг | Масса заряда, кг | Бронепробиваемость, мм/град |
| Бронебойно-трассирующие снаряды                                |                |               |              |                   |                  |                             |
| 3ВБР1                                                          | 53-БР-472      | 4ЖН3          | 0,335        | 25,1              | 10               | 214/0 (172/30)              |
| 3ВБР3                                                          | 53-БР-472      | 4Ж15          | 0,335        | 25,1              | 9,15             |                             |
| Бронебойные подкалиберные снаряды                              |                |               |              |                   |                  |                             |
| 3ВБМ4                                                          | 3БМ11          | 4Ж46          | —            | 7,4               | 9,1              | 320/0 (110/60)              |
| Бронебойные кумулятивные снаряды                               |                |               |              |                   |                  |                             |
| 3ВБК5                                                          | 3БК9           | 4Ж26          | 1,7          | 7,1               | 6,7              | 523/0 (260/60)              |
| 3ВБК5М                                                         | 3БК9М          | 4Ж26          | 1,7          | 7,1               | 6,7              |                             |
| 3ВБК13                                                         |                |               |              |                   |                  |                             |
| 3ВБК13М                                                        |                |               |              |                   |                  |                             |
| Осколочно-фугасные снаряды                                     |                |               |              |                   |                  |                             |
| 3ВОФ2                                                          | 53-ОФ-472      | 4ЖН4          | 3,0          | 27,2              | 10               | —                           |
| 3ВОФ16                                                         | 53-ОФ-472      | 4Ж14          | 3,0          | 27,2              | 9,0              | —                           |
| Практические снаряды                                           |                |               |              |                   |                  |                             |
| 3ВП3                                                           |                |               |              |                   |                  | —                           |

Вспомогательное вооружение танка состоит из двух 12,7-мм пулемётов ДШКТ, один из которых спарен с пушкой, а другой, зенитный, размещается на турели на крыше башни. Боекомплект пулемётов составляет 1000 патронов в лентах по 50 штук. На танках модификации Т-10М они были заменены 14,5-мм пулемётами КПВТ.

### Двигатель и трансмиссия
На Т-10 устанавливался V-образный 12-цилиндровый четырёхтактный дизель жидкостного охлаждения В-12-5 мощностью 700 л.с. при 2100 об/мин. Рабочий объём 38,8 л.
Трансмиссия состоит из коробки передач планетарного типа (8 передач + две заднего хода) с гидравлическим управлением, механизма поворота и двухступенчатых бортовых передач.

### Ходовая часть

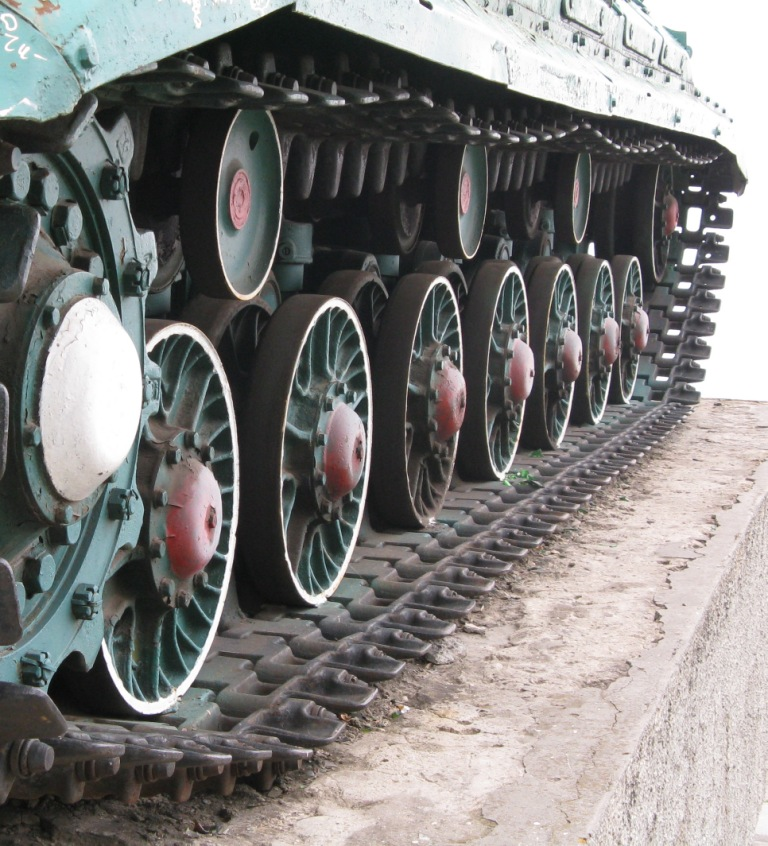
Ходовая часть Т-10М

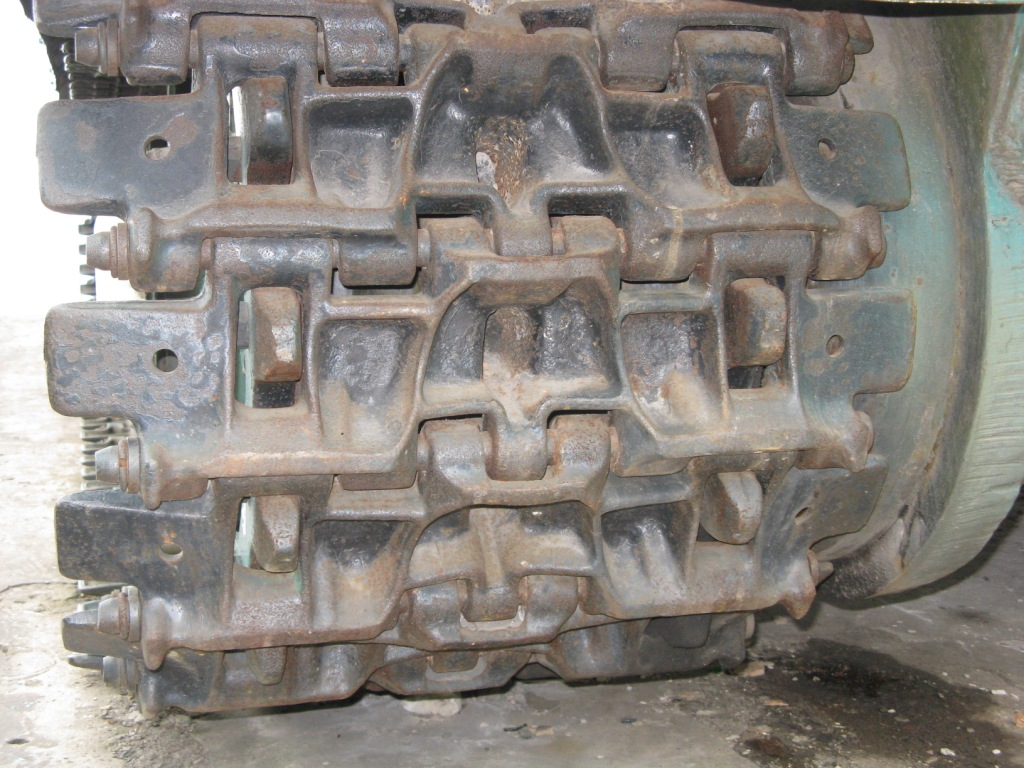
Траки Т-10М

Подвеска катков независимая, торсионная. С каждой стороны корпуса находятся 7 сдвоенных опорных катков с металлическими ободами и три поддерживающих катка. Ведущие колёса задние, зацепление гусениц цевочное. Гусеница стальная мелкозвенчатая, с шагом трака 160 мм и шириной 720 мм.

## Ранние варианты
Ранними вариантами серийного Т-10 были танки ИС-5 и ИС-8, которые незначительно отличались установленными на них агрегатами и компоновкой.

## Модификации

### Серийные образцы
- Т-10А

Принят на вооружение 17 мая 1956 г. Модернизированный вариант Т-10 с пушкой Д-25ТС с стабилизатором в вертикальной плоскости ПУОТ-1 «Ураган», изменённым затвором и эжектором продувки канала ствола. Т-10А оснащён прибором ночного видения механика-водителя ТВН-1 и гирополукомпасом ГПК-48, перископическим прицелом ТПС-1 и дублирующим телескопическим прицелом ТУП вместо ТШ-2-27. Установка новой пушки повлекла изменение формы башни и маски орудия.
- Т-10Б

Принятый на вооружение в 1957 году вариант Т-10А, отличавшийся установкой двухплоскостного стабилизатора ПУОТ-2 «Гром» и прицела Т2С-29-14 вместо ТШ-2-27.
- Т-10БК

Созданный в 1957 году командирский вариант Т-10Б, на котором за счёт сокращения боекомплекта устанавливались дополнительная радиостанция и зарядный агрегат.

#### Т-10М
- Т-10М

Улучшенный вариант Т-10, принятый на вооружение 26 сентября 1957 года, отличавшийся множеством конструктивных изменений:
- Новая 122-мм пушка М-62-Т2 с высокой баллистикой и двухплоскостной стабилизатор 2Э12 «Ливень».
- 14,5-мм пулемёты КПВТ вместо ДШК, с сокращением боекомплекта до 744 патронов.
- Изменённая конструкция башни с усилением её бронирования, дошедшего до 250 мм в лобовой части.
- Установлен досылатель
- Новый двигатель В-12-6 мощностью 750 л.с.
- Комплект приборов ночного видения для всех членов экипажа, кроме заряжающего.
- Противоатомная защита.
- ТДА.

Масса танка после внесённых изменений выросла до 51,5 тонн, но благодаря более мощному двигателю и другим усовершенствованиям, максимальная скорость танка по шоссе возросла до 50 км/ч. Т-10М в ходе производства постоянно модернизировался. С декабря 1962 года на него устанавливалась более простая и надёжная шестиступенчатая коробка передач, в 1963 году танк получил систему подводного вождения, позволявшую преодолевать преграды глубиной до 5 м, а с 1964 года танк оборудовался автоматической системой пожаротушения.
- Т-10МК

Командирский вариант Т-10М, на котором, аналогично Т-10БК, за счёт сокращения боекомплекта до 22 снарядов, устанавливались дополнительная радиостанция и зарядный агрегат.

### Опытные образцы
«Объект 266» — опытная модификация с установкой гидромеханической трансмиссии ГМТ-266.

## Машины на базе Т-10

### «Объект 268»
Единственная ПТ-САУ на базе Т-10, построенная в 1956 году. Напоминавшая по компоновке ИСУ-152 самоходка была с 152-мм пушкой М-64 в просторной броневой рубке.

### «Объект 27»
«Объект 27» или ТЭС-3 — опытная подвижная атомная электростанция мощностью 1,5 МВт, предназначенная для использования на Крайнем Севере. Конструкция состояла из четырёх модулей, перевозившихся на удлинённых до 10 опорных катков шасси Т-10. ТЭС-3 вступила в опытную эксплуатацию в 1960 году.

### Пусковые установки комплексов РТ-15 и РТ-20П
Элементы шасси Т-10 использовались в самоходных пусковых установках ракетных комплексов РТ-15 и РТ-20П.

### «Объект 282»
Опытный советский ракетный танк на базе танка Т-10.
«Объект 272М» — танк Т-10 с ПТРК «Малютка»

## Машины на базе Т-10М

### «Объект 264»
Проект советской САУ, вооружённой 122мм пушкой М62.

### «Объект 271»

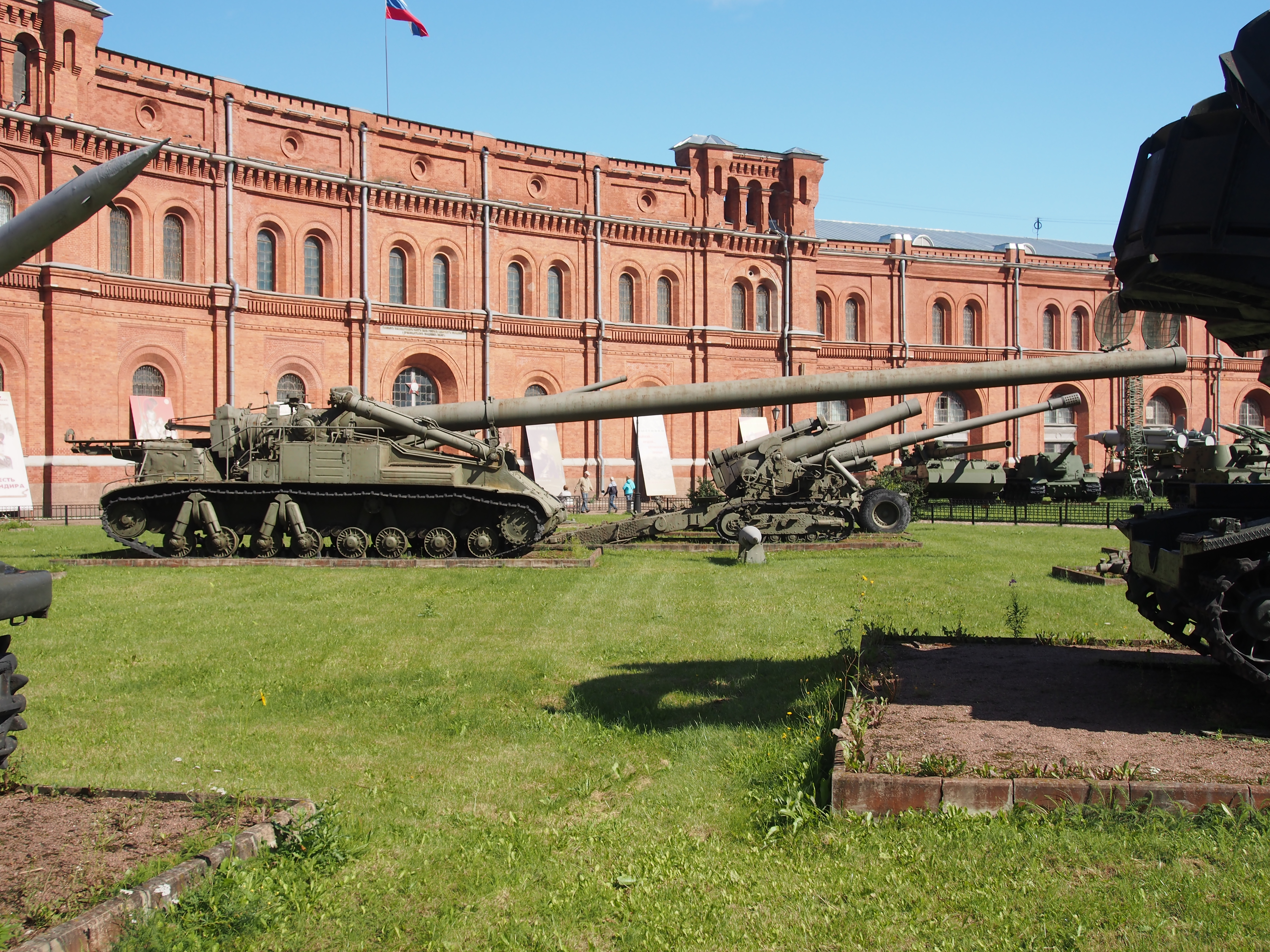
2Б1 в военно-историческом музее артиллерии Санкт-Петербурга

2А3 «Конденсатор-2П» — советская самоходная артиллерийская установка особой мощности, первый образец построен в 1957 году. Вооружение состояло из 406-мм пушки. Предназначалась для стрельбы ядерными боеприпасами. Выпущено 4 экземпляра.

### «Объект 273»
2Б1 «Ока́» — советская самоходная 420-мм миномётная установка для стрельбы ядерными зарядами на базе Т-10М. Первый опытный образец готов в 1957 году.

## Оценка проекта
Т-10 был последним тяжёлым танком СССР. В последней модификации он не уступал в огневой мощи таким западным танкам, как M103 и Conqueror. При этом превосходил их в подвижности и манёвренности. Имел лучшую круговую защиту и небольшие габариты. Обладал двухплоскостным стабилизатором и более мощным вспомогательным вооружением, включающим в себя спаренный и зенитный пулеметы КПВТ. Также танк был выпущен в бо́льших объёмах, чем его более тяжёлые аналоги, что указывает на его большую технологичность. Танк имел большой модернизационный потенциал. В случае установки новой системы управления огнем и навесной динамической защиты, он мог оставаться конкурентоспособным даже на конец 80-х годов. В качестве минуса можно отметить небольшие углы вертикального наведения, по сравнению с аналогами.
| ТТХ первых основных и последних тяжёлых танков |                                                                |                                                                                  |                                                                               |                                                                               |                                                                                 |                                                                |
|                                                | Т-62                                                           | «Центурион» Mk.12                                                                | M60                                                                           | M103A1                                                                        | Конкэрор                                                                        | Т-10М                                                          |
| Общие данные                                   |                                                                |                                                                                  |                                                                               |                                                                               |                                                                                 |                                                                |
| Экипаж                                         | 4                                                              | 4                                                                                | 4                                                                             | 5                                                                             | 4                                                                               | 4                                                              |
| Боевая масса, т                                | 37,0                                                           | 51,0                                                                             | 46,2                                                                          | 56,6                                                                          | 65,0                                                                            | 50,0                                                           |
| Ширина, м                                      | 3,30                                                           | 3,38                                                                             | 3,63                                                                          | 3,36                                                                          | 3,99                                                                            | 3,51                                                           |
| Высота, м                                      | 2,40                                                           | 2,94                                                                             | 3,26                                                                          | 3,56                                                                          | 3,35                                                                            | 2,59                                                           |
| Приборы ночного видения                        | ПНВ механика-водителя и командира, ночной прицел               | ПНВ механика-водителя и командира, ночной прицел                                 | ПНВ механика-водителя и командира, ночной прицел                              | ПНВ механика-водителя и командира, ночной прицел                              | —                                                                               | ПНВ механика-водителя и командира, ночной прицел               |
| Система защиты от ОМП                          | автоматическая коллективная, с противорадиационным подбоем     | —                                                                                | коллективная                                                                  | коллективная                                                                  | —                                                                               | коллективная                                                   |
| Вооружение                                     |                                                                |                                                                                  |                                                                               |                                                                               |                                                                                 |                                                                |
| Марка пушки                                    | 115-мм 2А20                                                    | 105-мм L7A1                                                                      | 105-мм M68                                                                    | 120-мм M58                                                                    | 120-мм L1                                                                       | 122-мм М-62-Т2                                                 |
| СУО                                            | телескопический ТШ2Б-41 (3,5/7×), двухплоскостной стабилизатор | перископический прицел (8×), пристрелочный пулемёт, двухплоскостной стабилизатор | перископический прицел (8×), оптический дальномер, баллистический вычислитель | перископический прицел (8×), оптический дальномер, баллистический вычислитель | перископический прицел (6×), одноплоскостной стабилизатор, оптический дальномер | телескопический прицел Т2С-29-14, двухплоскостной стабилизатор |
| Боекомплект пушки                              | 40                                                             | 70                                                                               | 57                                                                            | 38                                                                            | 35                                                                              | 30                                                             |
| Пулемёты                                       | 1 × 7,62-мм ПКТ                                                | 1 × 12,7-мм L21, 1 × 7,62-мм M1919A4                                             | 1 × 12,7-мм M2HB, 1 × 7,62-мм M73                                             | 1 × 12,7-мм M2HB, 1 × 7,62-мм M1919A4E1                                       | 2 × 7,62-мм M1919                                                               | 2 × 14,5-мм КПВТ                                               |
| Бронирование, мм                               |                                                                |                                                                                  |                                                                               |                                                                               |                                                                                 |                                                                |
| Верхняя лобовая деталь                         | 102 / 60° (204)                                                | 121 / 57° (222)                                                                  | 93 / 65° (220)                                                                | 127 / 60° (254)                                                               | 130 / 60° (260)                                                                 | 120 / (55°+40°) (270)                                          |
| Нижняя лобовая деталь                          | 100 / 55° (174)                                                | 76 / 46° (109)                                                                   | 85—143 / 55° (148—249)                                                        | 114 / 50° (177)                                                               | 76 / 60° (152)                                                                  | 120 / 50° (186)                                                |
| Лоб башни                                      | (220)                                                          | 200 / 0° (200)                                                                   | 178 / 0° (178)                                                                | 127 / 50° (197)                                                               | 176 / 30° (203)                                                                 | (250)                                                          |
| Борт корпуса                                   | 80 / 0° (80)                                                   | 51 / 12° + 10 (52+10)                                                            | (51…74)                                                                       | 44…51 / 30…40° (51…67)                                                        | 51 / 0° + 6 (51+6)                                                              | 80 / 10…62° (81…170)                                           |
| Борт башни                                     | 165                                                            | 112 / 0…10° (112…114)                                                            | (140)                                                                         | 70…137 / 20…40° (75…179)                                                      | 89 / 0…30° (89…102)                                                             | (200…208)                                                      |
| Подвижность                                    |                                                                |                                                                                  |                                                                               |                                                                               |                                                                                 |                                                                |
| Тип двигателя                                  | V-образный, дизельный, жидкостного охлаждения, 580 л. с.       | V-образный, карбюраторный, жидкостного охлаждения, 650 л. с.                     | V-образный, дизельный, воздушного охлаждения, 750 л. с.                       | V-образный, карбюраторный, воздушного охлаждения, 810 л. с.                   | V-образный, карбюраторный, жидкостного охлаждения, 810 л. с.                    | V-образный, дизельный, жидкостного охлаждения 750 л. с.        |
| Удельная мощность, л. с./т                     | 15,7                                                           | 12,5                                                                             | 16,2                                                                          | 14,3                                                                          | 12,5                                                                            | 15,0                                                           |
| Тип подвески                                   | индивидуальная торсионная                                      | сблокированная попарно пружинная типа Хорстмана                                  | индивидуальная торсионная                                                     | индивидуальная торсионная                                                     | сблокированная попарно пружинная типа Хорстмана                                 | индивидуальная торсионная                                      |
| Максимальная скорость по шоссе, км/ч           | 50                                                             | 35                                                                               | 48                                                                            | 34                                                                            | 34                                                                              | 50                                                             |
| Запас хода по шоссе, км                        | 450                                                            | 190                                                                              | 480                                                                           | 129                                                                           | 150                                                                             | 350                                                            |
| Удельное давление на грунт, кг/см²             | 0,75                                                           | н/д                                                                              | 0,77                                                                          | 0,9                                                                           | 0,84                                                                            | 0,77                                                           |

## Сохранившиеся экземпляры
- Беларусь:

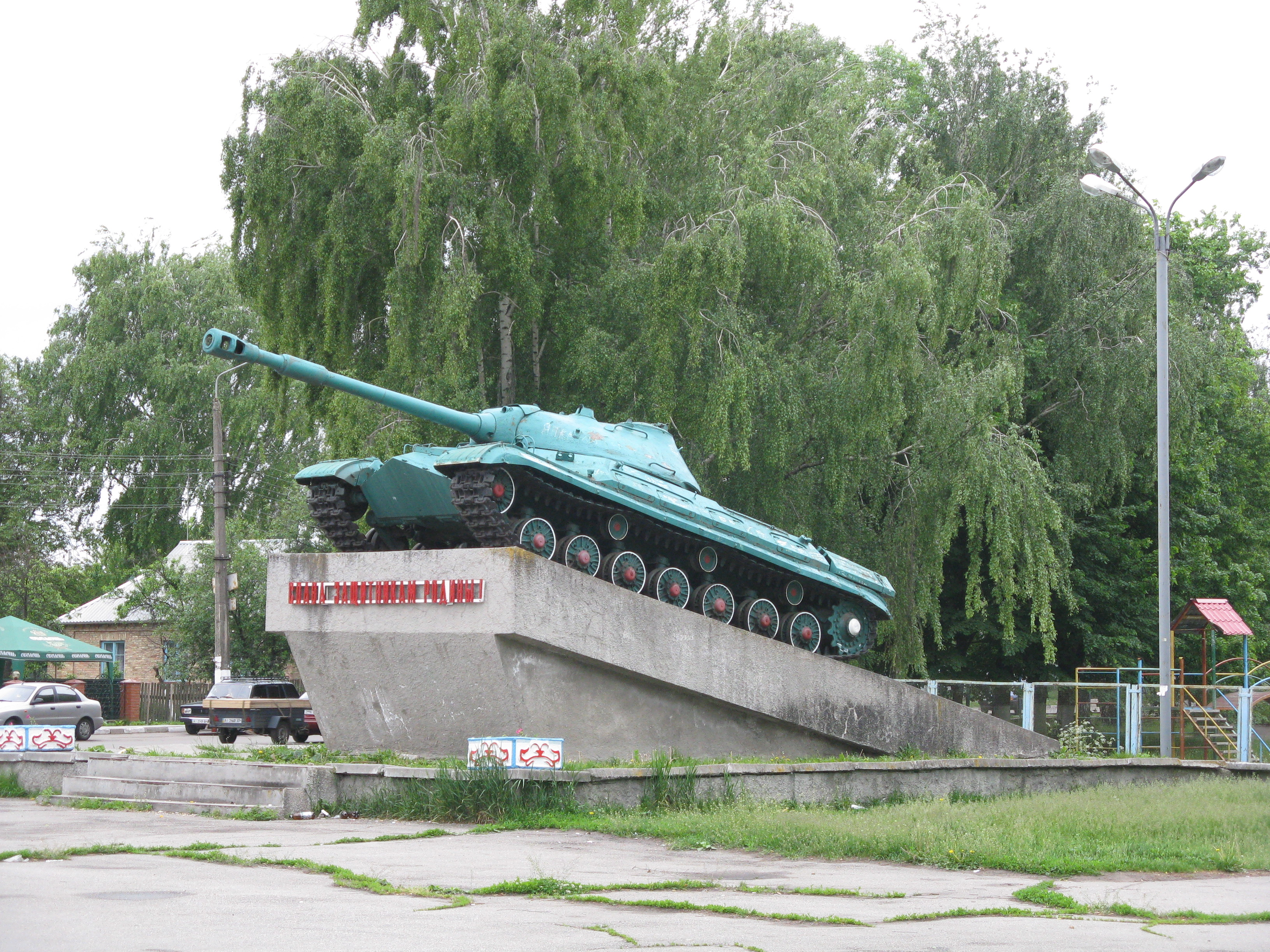
Т-10А, установленный на Площади Победы, г. Кагарлык, Киевская область, Украина

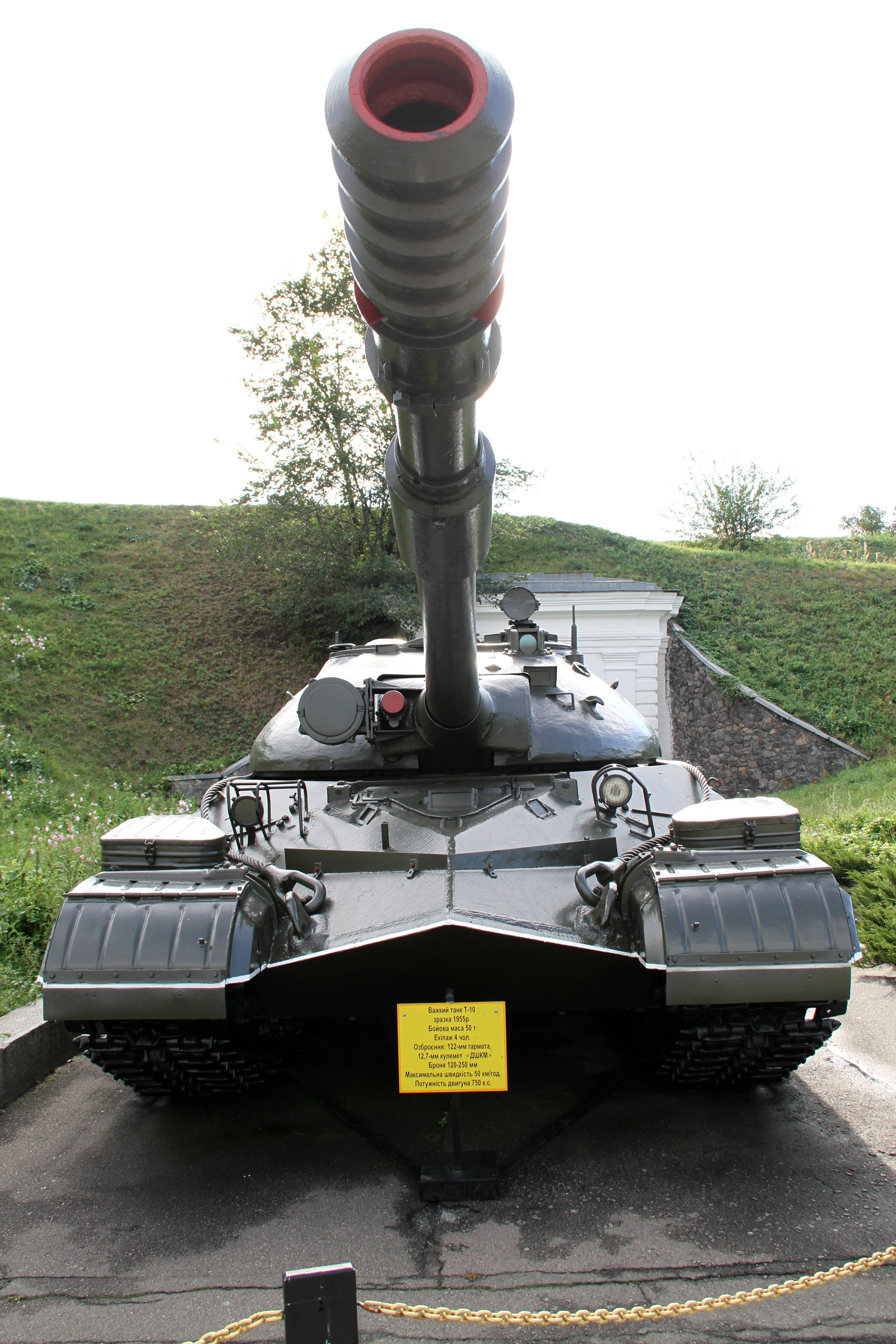
Т-10М в экспозиции Национального музея «Музей истории Украины во Второй мировой войне» на правом берегу Днепра, г. Киев, Украина

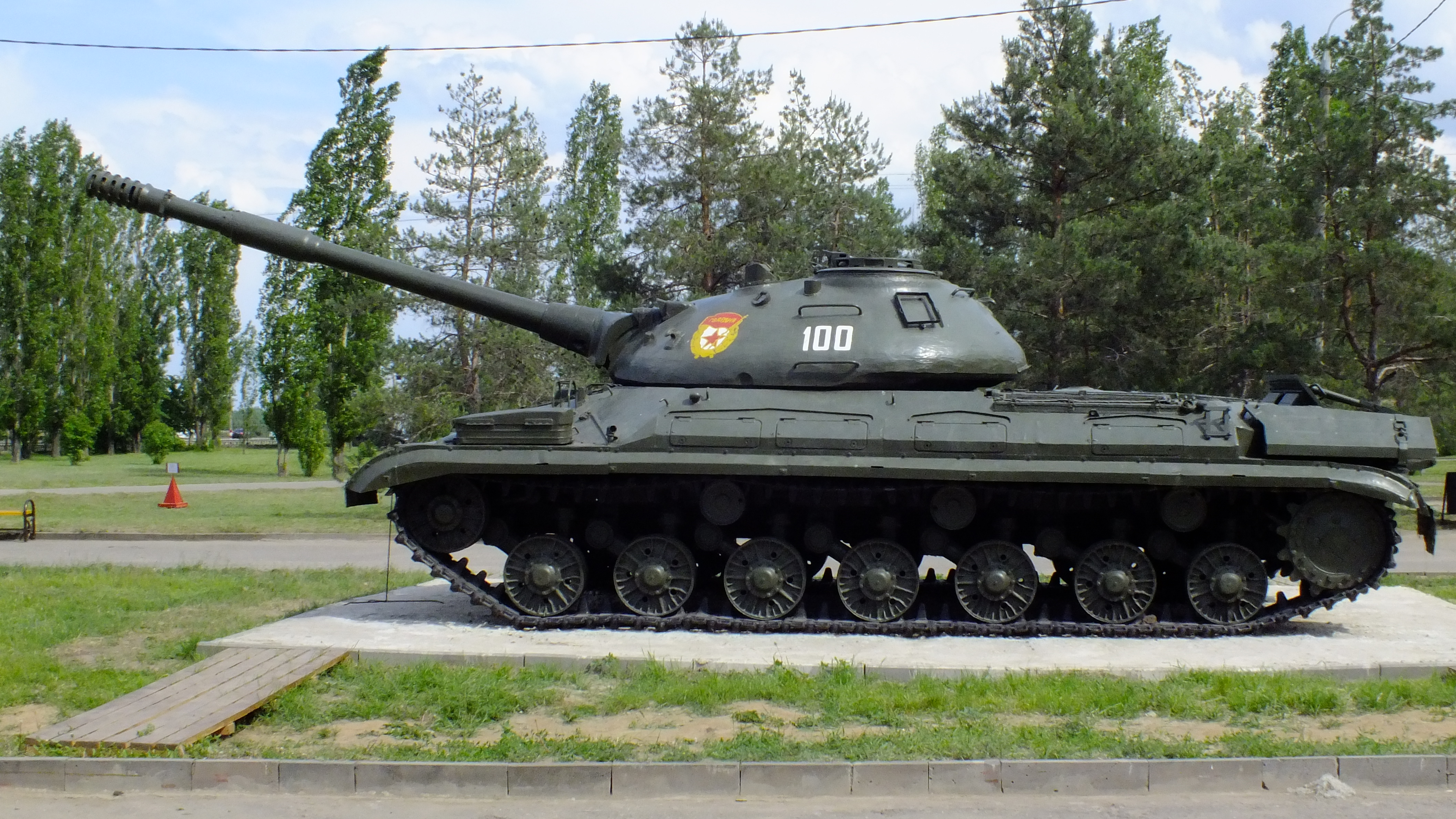
Т-10М в Парке Победы, г. Нижний Новгород

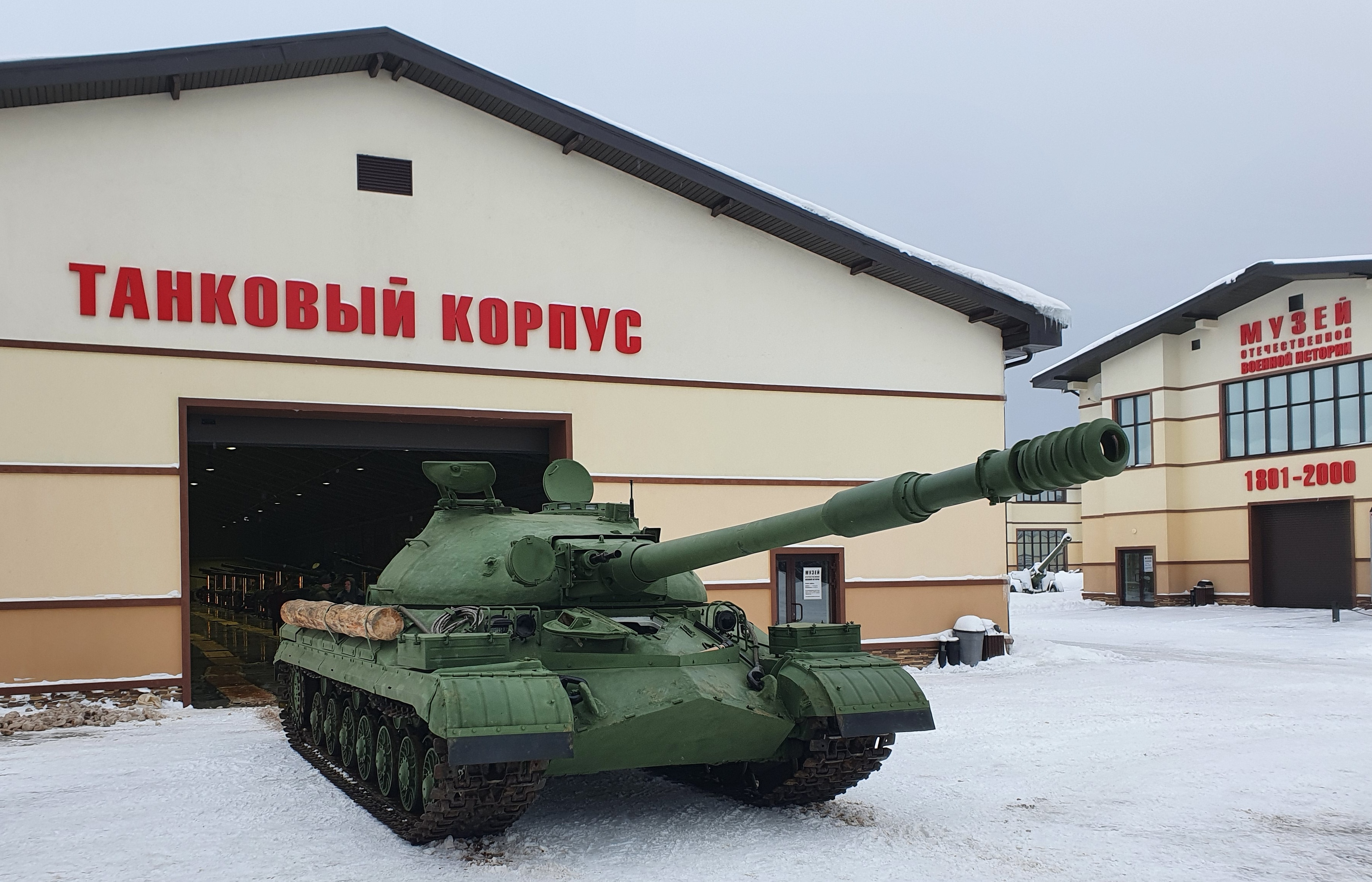
Танк Т-10 в Музее отечественной военной истории в Падиково

  - два танка Т-10М находятся в открытой экспозиции ИКК «Линия Сталина»
  - возле Кургана Славы в г. Минске.
  - на постаменте в д. Короватичи, (Речицкий район, Гомельская область);
- Россия:
  - в Центральном Музее Вооружённых Сил в г. Москве в экспозиции на открытой площадке;
  - в музее техники Вадима Задорожного в г. Москве в экспозиции на открытой площадке;
  - в Музее отечественной военной истории в деревне Падиково Истринского района Московской области;
  - на постаменте в г. Ульяновске на территории Ульяновского гвардейского суворовского военного училища (бывшее Ульяновское гвардейское ГВТКУ им. В. И. Ленина);
  - на постаменте в г. Омске при въезде на территорию Омского автобронетанкового инженерного института;
  - на постаменте в г. Москве на территории академии физкультуры;
  - на постаменте в с. Большая Рига (Шумихинский район, Курганская область);
  - в парке Победы на Соколовой горе, г. Саратов;
  - на постаменте в пгт. Сатис (Нижегородская область);
  - на постаменте на площади Победы в г. Магнитогорске (Челябинская область) https://nesiditsa.ru/wp-content/uploads/2012/07/Pamyatnik-tanku.jpg;
  - в парке Победы, г. Нижний Новгород;
  - на постаменте при въезде в г. Благодарный (Ставропольский край);
  - на постаменте в г. Городец Нижегородской области;
  - на постаменте на территории 240 танкового полка (г. Хабаровск-43);
  - на постаменте на выезде из г. Краснознаменск Калининградской обл.;
  - на территории металлургического комбината в г. Магнитогорске (Челябинская область) https://sun9-24.userapi.com/c855220/v855220639/1f2091/MNvF9U4kK3M.jpg.
  - Невосстановленный Т-10 находится на территории Донского военно-исторического музея (Ростовская область).В ближайшее время возможно будет начата реконструкция, но информация о восстановлении не подтверждена;
- Украина:
  - В экспозиции Национального музея «Музей истории Украины во Второй мировой войне» на правом берегу Днепра, г. Киев, Украина
  - г. Луцк — Волынский региональный музей украинского войска и военной техники;
  - на площадке техники в г. Горишние Плавни (Полтавская область);
  - 21 октября 2010 года танк Т-34-85 заменён на танк Т-10М, г. Кривой Рог (Днепропетровская область);
  - на постаменте в г. Кагарлыке (Киевская область);
  - на постаменте в с. Терны (Юрьевский район, Днепропетровская область);
  - на постаменте в пгт. Черкасское (Днепропетровская область);
  - на постаменте в пгт. Гвардейское (Днепропетровская область);
  - на постаменте в пгт. Покровское (Днепропетровская область);
  - на постаменте в г. Апостолово (Днепропетровская область);
  - на постаменте в г. Синельниково (Днепропетровская область);
  - на постаменте в с. Червоная Каменка (Александрийский район, Кировоградская область);
  - на постаменте в г. Путивле (Сумская область);
  - на постаменте в пгт. Буки (Черкасская область);
  - на постаменте в пгт. Драбов (Черкасская область);
  - на постаменте в пгт. Гончаровское (Черниговская область);
  - на постаменте на территории 51-й отдельной механизированной бригады, г. Владимир-Волынский (Волынская область).
  - на постаменте в с. Вербки (Днепропетровская область);
  - на постаменте в с. Шахово (Добропольский район);
  - на постаменте в с. Зелёное Поле (Великоновосёлковский район, Донецкая область);
  - на постаменте в с. Криворожье (Донецкая область);
  - в музее техники Богуслаева в г. Запорожье.
  - на территории мемориального комплекса Саур-Могила, Горловский район, Донецкой области.

## Т-10 в массовой культуре

### Компьютерные игры
- В «World of Tanks» и в «World of Tanks Blitz» является тяжёлым танком девятого уровня (Т-10), также имеется в качестве тяжёлого премиум танка восьмого уровня (его можно получить при достижении 10 уровня клана), более ранняя версия ИС-5 (Объект 730).
- В «War Thunder» представлен в двух модификациях — Т-10А и Т-10М.
- В «Codename: Panzers – Cold War» является тяжёлым танком СССР под индексом ИС-10.
- В играх «Карибский кризис» и «Карибский кризис: Ледниковый поход» представлен в модификации Т-10М у Советской армии. Также имеется и китайская копия под индексом Т-64.

В «War Thunder Mobile» танк имеется во взводе Т-54 (1947) на 7 тире и открывается при достижении 5 уровня танковой кампании.

### Сноски
1. ↑  Пробиваемость для подкалиберных снарядов указана при воздействии на гомогенную стальную броню на дальности 2000 м
2. ↑  По командирскому перископу
3. ↑  На всех танках, на которых они есть — активные инфракрасные
4. ↑  В скобках указана приведённая толщина брони
5. 1 2 3 4 5  Литая броневая деталь сложной формы; указана эквивалентная толщина
6. ↑  10-мм стальной противокумулятивный экран
7. ↑  6-мм стальной противокумулятивный экран